# Saison 1923 de la NFL
Navigation
Édition précédente Édition suivante
La saison 1923 de la NFL est la quatrième saison de la National Football League. Elle voit le second sacre des Bulldogs de Canton où évolue Jim Thorpe.